# 地丙苯酮
地丙苯酮是一种含氮有机化合物，化学式C
23H
31NO
3，能作为β受体阻滞剂。